# Bistum Kerema
Das Bistum Kerema (lat.: Dioecesis Keremanus) ist eine in Papua-Neuguinea gelegene römisch-katholische Diözese mit Sitz in Kerema. Ihr Gebiet umfasst die Gulf Province.

## Geschichte
Papst Paul VI. gründete es mit der Apostolischen Konstitution Quod sit studium am 16. Januar 1971 aus Gebietsabtretungen der Bistümer Bereina und Mendi.

## Bischöfe von Kerema
- Virgil Patrick Copas MSC (24. Mai 1976 – 6. Dezember 1988)
- Paul John Marx MSC (6. Dezember 1988 – 13. März 2010)
- Patrick Taval MSC (13. März 2010 – 27. April 2013)
- Pedro Baquero SDB (seit 20. Januar 2017)

## Statistik
| Jahr | Bevölkerung | Bevölkerung | Bevölkerung | Priester     | Priester         | Priester       | Priester               | Ständige Diakone | Ordensleute  | Ordensleute      | Pfarreien |
| Jahr | Katholiken  | Einwohner   | %           | Gesamtanzahl | Diözesanpriester | Ordenspriester | Katholiken je Priester | Ständige Diakone | Ordensbrüder | Ordensschwestern | Pfarreien |
| ---- | ----------- | ----------- | ----------- | ------------ | ---------------- | -------------- | ---------------------- | ---------------- | ------------ | ---------------- | --------- |
| 1980 | 6.848       | 73.600      | 9,3         | 10           | 5                | 5              | 684                    |                  | 10           | 13               | 14        |
| 1990 | 11.017      | 75.000      | 14,7        | 11           | 2                | 9              | 1.001                  | 2                | 22           | 16               | 10        |
| 2000 | 17.032      | 76.000      | 22,4        | 11           | 5                | 6              | 1.548                  |                  | 10           | 17               | 10        |
| 2006 | 22.794      | 106.800     | 21,3        | 12           | 5                | 7              | 1.899                  |                  | 11           | 16               | 11        |
| 2011 | 25.200      | 128.300     | 19,6        | 12           | 5                | 7              | 2.100                  |                  | 12           | 14               | 10        |
| 2021 | 28.200      | 159.000     | 14,3        | 13           | 7                | 6              | 1.753                  |                  | 9            | 17               | 11        |